# Unità medica della Casa Bianca
L'Unità medica della Casa Bianca (in inglese: White House Medical Unit, abbreviato in WHMU) è un'unità dell'Ufficio militare della Casa Bianca ed è responsabile delle esigenze mediche del personale e dei visitatori della Casa Bianca. L'unità fornisce anche assistenza medica al presidente, al vicepresidente, alle loro famiglie e ai dignitari internazionali in visita alla Casa Bianca.